# Ken Bentsen
Kenneth Bentsen , Jr., detto Ken (Houston, 3 giugno 1959), è un politico statunitense, membro della Camera dei Rappresentanti per lo stato del Texas dal 1995 al 2003.

## Biografia
Nato a Houston, nipote del politico Lloyd Bentsen, Ken Bentsen studiò all'American University e successivamente entrò in politica con il Partito Democratico. Fu collaboratore del deputato Ronald Coleman e in seguito lavorò come banchiere d'investimento.
Nel 1994 si candidò alla Camera dei Rappresentanti e fu eletto deputato. Ottenne dagli elettori altri tre mandati finché nel 2002 decise di lasciare la Camera per candidarsi infruttuosamente al Senato, venendo sconfitto nelle primarie democratiche da Ron Kirk.
Dopo aver lasciato la politica attiva, Bentsen divenne lobbista.